# Liard First Nation
Die Liard First Nation oder Liard River First Nation ist eine der kanadischen First Nations im Yukon. Das traditionelle Territorium der fünf Kaska-Gruppen, zu denen die Liard gehören, umfasste rund 240.000 km² im Südosten des Yukon und im Norden von British Columbia. Die fünf Stämme wurden erst durch das kanadische Indianergesetz geschaffen, die Kaska dadurch zersplittert. In Yukon gehört neben den Liard der Ross River Dena Council am Ross River zu den Kaska, in British Columbia die Dease River First Nation am Good Hope Lake, der Daylu Dena Council um Lower Post und die Kwadacha First Nation bei Fort Ware, nördlich von Prince George.
Die meisten Angehörigen der Liard leben in Upper Liard und am Watson Lake am Alaska Highway. Sie gehören zur Sprachfamilie des Athabaskischen, genauer gesagt zum Kaska. Im März 2010 waren 1.092 Indianer als Angehörige der Liard First Nation anerkannt, davon lebten 121 im Reservat, 347 auf Kronland, 594 außerhalb des Reservats, sowie 27 in anderen Reservaten. Ihre neun Reservate umfassen etwas mehr als 1480 Hektar.
145 der 178 Einwohner von Upper Liard gehörten 2006 der Liard First Nation an. 88 Einwohner (2006) wies die „Indianersiedlung“ (Indian settlement) von Two Mile Village auf, die ebenso wie die 95 Einwohner von Two and One-Half Mile Village den Liard angehörten.

## Geschichte

### Frühgeschichte

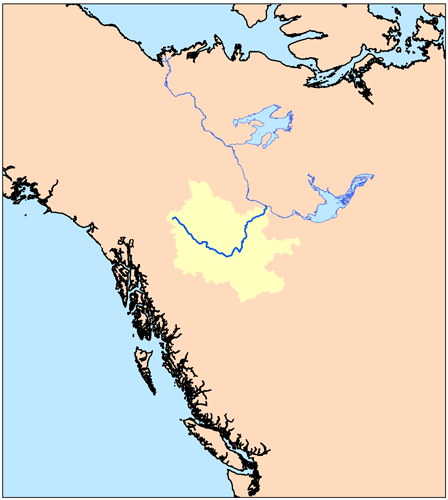
Das Becken des Oberen Liard-Flusses

Die Liard gehören zu den Kaska-Dené, deren Gebiet sich vom Liard, Frances und vom Hyland River bis ins Gebiet des oberen Pelly im Norden und bis zum Dease River im Südwesten erstreckte.
Früheste Lebensgrundlage waren die Karibuherden, aber auch Elche, Schafe und Murmeltiere, Hasen und Alaska-Pfeifhasen. Dazu kamen Vögel und Fische, vor allem Lachs. Das raue Klima erforderte ein halbnomadisches Leben, bei dem Familien in Frühjahrs- und Sommerlagern zum Fischen zusammenkamen, aber auch im kurzen Herbst, um zu jagen. 
Kleidung und Behausungen waren dem Klima und der nomadischen Lebensweise angepasst. Dementsprechend lebten sie in Unterkünften aus Zweigen, Geäst und Fellen. Schamanen galten als Heiler und nahmen Kontakt mit spirituellen Mächten auf. Zudem halfen sie beim Auffinden von Jagdtieren.

### Erste Pelzhandelsposten
Erste Posten der Hudson’s Bay Company entstanden um Lower Post, wohin sich der Siedlungsschwerpunkt der nomadischen Liard verlagerte, dann am Watson Lake und am Oberen (Upper) Liard. Als John McLeod 1831 das Gebiet am oberen Liard im Auftrag der HBC erkundete, stellte er fest, dass die dortigen Bewohner über russische Waren verfügten. Robert Campbell versuchte dem innerindianischen Handel den von der HBC dominierten entgegenzusetzen. Daher errichtete er 1839 bis 1840 Forts am Frances Lake und am oberen Pelly River. 1843 wagten seine Leute jedoch nicht weiter westwärts zu gehen, da sie Konflikte mit den Chilkat-Tlingit fürchteten, die den Handel Richtung Pazifik monopolisiert hatten. Dennoch errichtete er 1848 einen weiteren Handelsposten am Zusammenfluss von Pelly und Yukon (Lewes). Die Chilkat zerstörten 1852 seinen Handelsposten Fort Selkirk. Weitere Schwierigkeiten bot der schwer zu befahrende Liard River. Aber auch der Druck der HBC-Führung, die Preise und Konditionen an die Gebräuche am Mackenzie und nicht an die am Pazifik anzupassen, machten einen erfolgreichen Handel unmöglich.

### Klondike-Goldrausch, Vertrag Nr. 11
Kanada bemühte sich seit 1871 um den Abschluss von Verträgen mit zahlreichen Indianerstämmen. Die Gruppen am Liard River waren die einzigen, die im Yukon davon betroffen waren. So wurden sie in Vertrag Nr. 11 der sogenannten Numbered Treaties eingeschlossen, der ab dem 27. Juni 1921 unterzeichnet wurde. Damit waren sie auch die einzige Gruppe, denen die Bundesregierung prinzipiell einen Anspruch auf Land zugestand.

### Assimilierungsversuche, Residential School in Carcross
Der anglikanische Bischof William Bompas hatte in Carcross eine Schule für Indianerkinder eingerichtet, da es gegen den Besuch der staatlichen Schulen in der weißen Bevölkerung starken Widerstand gab und die Kirche glaubte, die Indianer vor dem schlechten Einfluss der Weißen fernhalten zu müssen. So eröffnete Bompas 1911 die Choutla School, die bis Anfang der 60er Jahre bestand. Doch die meisten Eltern waren keineswegs daran interessiert, so dass man sich auf Waisen und sehr arme Familien konzentrierte. Stringer nutzte darüber hinaus seine guten Kontakte, wie etwa zu den Liard. Ausnahmsweise gestattete man daher auch Kindern aus gemischten Ehen, wie der Tochter des Händlers Poole Field, die Schule zu besuchen, da man hoffte, der Vater würde seinen großen Einfluss bei Liard und Pelly nutzen, um weitere Kinder zu gewinnen.

### Alaska Highway, Landansprüche und Selbstregierung
Während des Zweiten Weltkriegs bauten die USA ab 1942 den Alaska Highway, um einer möglichen japanischen Invasion zuvorzukommen. Dabei entstand die 195 m lange Upper Liard River Bridge, die Watson Lake mit Upper Liard verband. Diese Infrastruktur veränderte die Lebensweise der Indianer und die meisten von ihnen wurden sesshaft. Dabei wurden sie von den Siedlungen der Weißen ferngehalten. So lebten die Indianer am oberen Liard oder um Lower Post in British Columbia, während die Weißen in Watson Lake wohnten.
Im Laufe der 80er Jahre nahmen mehrere Stämme Verhandlungen mit der Regierung auf, wobei 1981 der Kaska Dena Council entstand, der über die Provinzgrenzen hinweg die Interessen der fünf Kaska-Stämme vertritt. Die Yukon-Gruppen erreichten, dass sie der Aufsicht des Department of Indian Affairs and Northern Development entzogen wurden. Damit erhielten sie Selbstregierungsrechte und verhandelten um Landansprüche bzw. Kompensationen. 1998 wurden von der Royal Canadian Mounted Police vertragsgemäß vier Angehörige der damals rund 800 Liard als Polizisten eingestellt. 2000 erreichte Häuptling Daniel Morris durch Verhandlungen in Ottawa, dass Holzeinschlagslizenzen widerrufen wurden, die das Labiche-Gebiet betrafen.
2004 beteiligte sich die Regierung an einem Hausbauprogramm mit 619.382 Dollar.
2001 unterzeichneten die Liard ein Abkommen mit dem Territorium über die Landnutzung und Konsultationspflichten der Rohstoffunternehmen, die in ihrem Gebiet tätig werden wollen. Doch sahen sich die Liard unter Führung ihres Häuptlings (Chief) Liard McMillan um Kompensationen betrogen, so dass er im Januar 2008 entsprechende Klagen ankündigte. Hintergrund war ein Streit mit der Ross River First Nation, die vereinbarungsgemäß mit Minengesellschaften Kompensationen aushandeln sollte, während die Liard das gleiche mit Öl- und Gasgesellschaften veranlassen sollten. Die Liard kündigten jedoch diese Vorgehensweise auf, die für das gesamte traditionelle Gebiet der Kaska-Gruppen Bestand haben sollte.

## Aktuelle Situation
2007 erwarb der Stamm drei der vier Hotels in Watson Lake, dazu einen Appartementblock. Im September 2008 brach infolge der Weltwirtschaftskrise die Nachfrage nach Rohstoffen ein. Daher gingen die Anmeldungen für die von der Liard First Nation Development Corp. in Watson Lake durchgeführte Versammlung aller Rohstoffexploratoren stark zurück.
Erbhäuptling (hereditary chief) ist Dixon Lutz, gewählter Häuptling Liard McMillian.